# Transports en commun de Chamonix
Chamonix Mobilité est un réseau de transport en commun d’autobus desservant les communes de la communauté de communes de la vallée de Chamonix-Mont-Blanc à l’aide d’un réseau de 6 lignes régulières ainsi que 13 lignes circulant uniquement en période estivale ou en hiver.
Son exploitation est assuré, depuis le 11 octobre 2023, par le groupe Transdev — par l’intermédiaire de sa filiale Transdev Chamonix — pour le compte de la communauté de communes de la vallée de Chamonix-Mont-Blanc. Le contrat liant la société Transdev Chamonix à la communauté de communes prend fin le 31 décembre 2029.

## Histoire

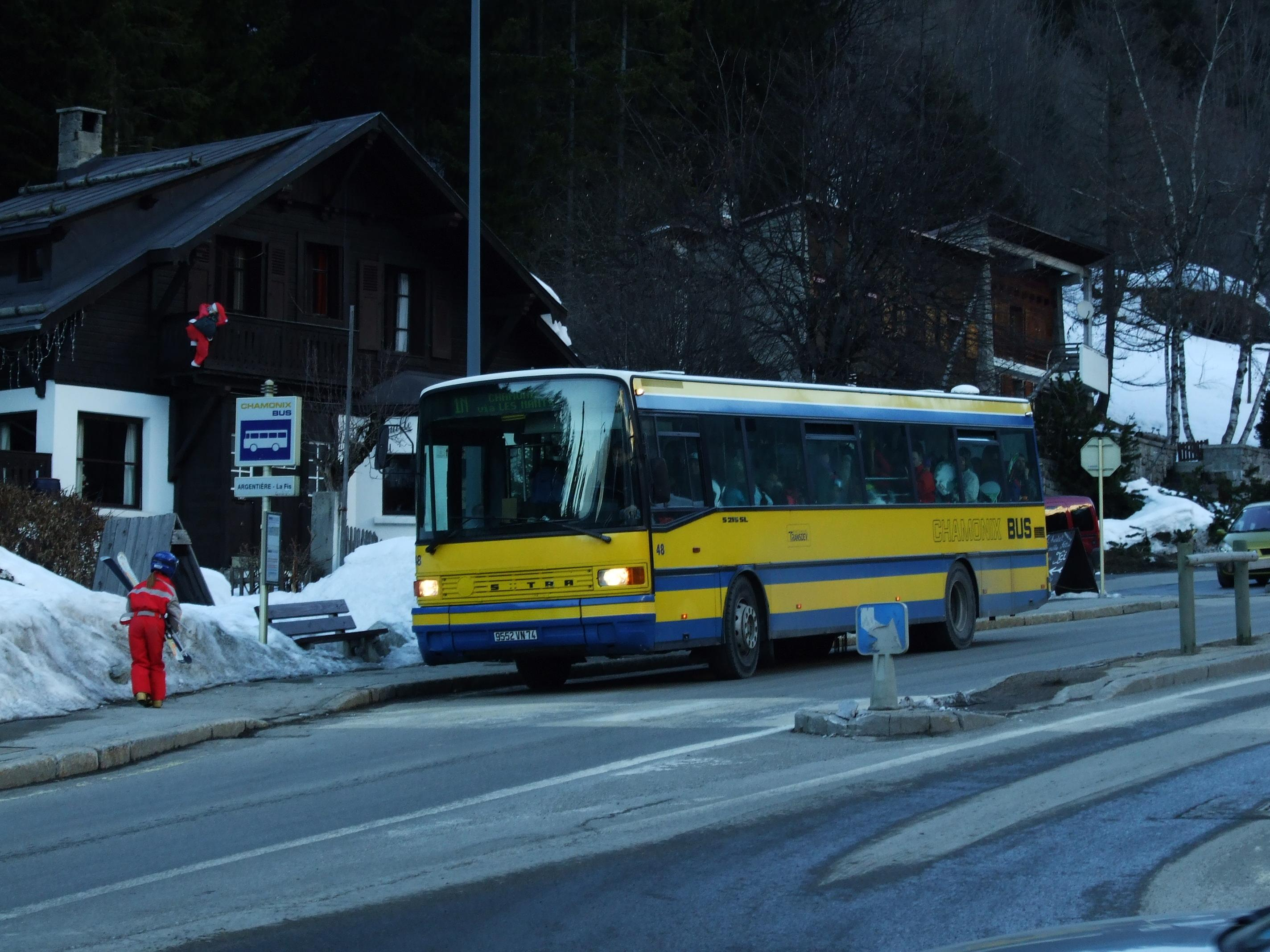
Le Setra S 215 SL a été le modèle emblématique du réseau durant les années 80 et 90.

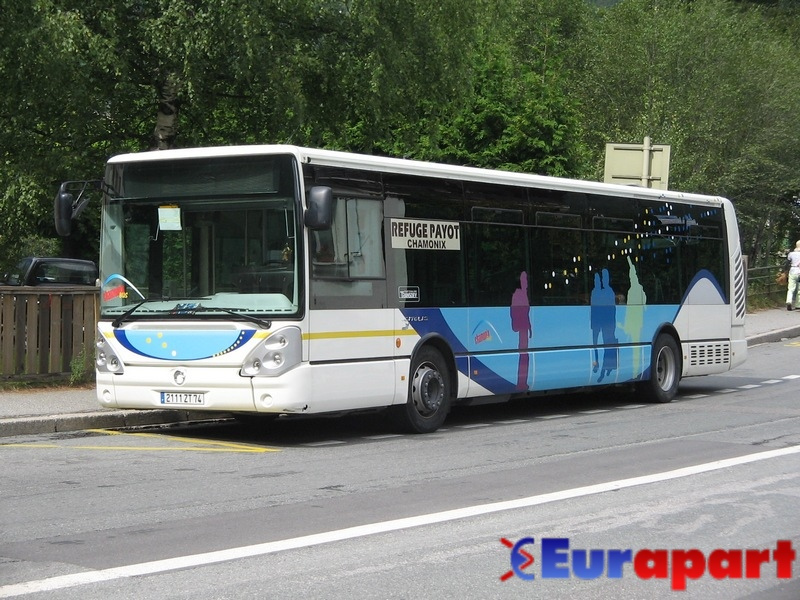
Un Irisbus Citelis 12 avec l'ancienne livrée utilisée jusqu'en 2015 environ.

Les premières dessertes en autobus dans la vallée de Chamonix remontent aux années 1960 où un partenariat est noué entre des autocaristes locaux, les sociétés de remontées mécaniques, l'union des commerçants, la chambre hôtelière et les communes de Chamonix-Mont-Blanc et des Houches pour l'exploitation des ski-bus.
L'année 1963 voit la création de la régie des transports interurbains pour desservir en hiver Argentière, Les Houches, l'ancien téléphérique de l'Aiguille du Midi ; en été Le Châtelard, le col des Montets, les gorges de la Diosaz et le glacier des Bossons toute l'année.
Le réseau Chamonix Bus est créé en 1971 et exploité alors uniquement en hiver par la régie intercommunale de la vallée de Chamonix, puis par la régie municipale de transports urbains pour le compte des communes de Chamonix-Mont-Blanc et des Houches, autorités organisatrices du réseau. Le réseau se développe progressivement au cours des années 1980 : création d'une ligne estivale en 1982, reprise de l'exploitation par la « SAEM Chamonix Bus » en 1984 et de l'autorité organisatrice au « SIVOM Haute Vallée de l'Arve ». En 1986, l'exploitation passe en délégation de service public, toujours avec la SAEM Chamonix Bus, qui rachète pendant ce temps l'agence de voyages Eleuthera. L'exploitation est assurée avec l'assistance technique du groupe Transcet.
En 1994, l'exploitant est renommé « SAEM Chamonix Bus Développement » et est autorisé par le SIVOM à sous-traiter l'exploitation à Mont-Blanc Bus, devenue filiale du groupe Transdev. La commune de Servoz est desservie à partir de 1996 et l'année suivante, en période hivernale, la « libre circulation » (gratuité des transports) est instaurée pour les habitants ou les saisonniers sur le réseau. Le service de nuit est créé en 1998 sous le nom « Chamo'nuit Bus » et réorganisation de la desserte du centre de Chamonix avec la mise en place d'une desserte en boucle dans le sens des aiguilles d'une montre.
En 2000 et 2001, le principe de « libre circulation » est étendu aux trains entre Servoz et Vallorcine puis à la saison estivale ; le réseau de bus est lui-même étendu jusqu'à Vallorcine en 2004. La navette de centre-ville « Le Mulet » est créée en 2005, elle et alors réservée aux personnes à mobilité réduite.
L'année 2007 voit un changement dans l'exploitation du réseau entre la SAEM Chamonix Bus Développement et Mont-Blanc Bus qui créent un groupement d'entreprises solidaires se traduisant par une réorganisation des missions de chaque entreprise : la SAEM gère dès lors le parc et le dépôt, Mont-Blanc Bus exploite le réseau. Le transport à la demande est créé à titre expérimental en 2007 sous le nom de « TAD - Le Mulet des hameaux ». En 2008, les véhicules aux normes antipollution Euro 0 et 1 sont remplacés car trop polluants et le parking du Grépon devient le premier parc relais du réseau.
L'année 2009 voit la création de la Communauté de communes de la vallée de Chamonix-Mont-Blanc qui se substitue au SIVOM et récupère de facto le statut d'autorité organisatrice des transports urbains, le réseau est entièrement réorganisé de faon à supprimer les ruptures de charge dans le centre de Chamonix ; à l'été, création des lignes vélos, exploitées avec des véhicules adaptés pour transporter les bicyclettes. En 2011, le transport scolaire est intégré au réseau urbain et une ligne annuelle relie désormais Chamonix et Servoz.
Entre 2011 et 2014, les services hivernaux et estivaux sont étendus, tout comme le Mulet des Hameaux en 2013, qui est pérennisé.

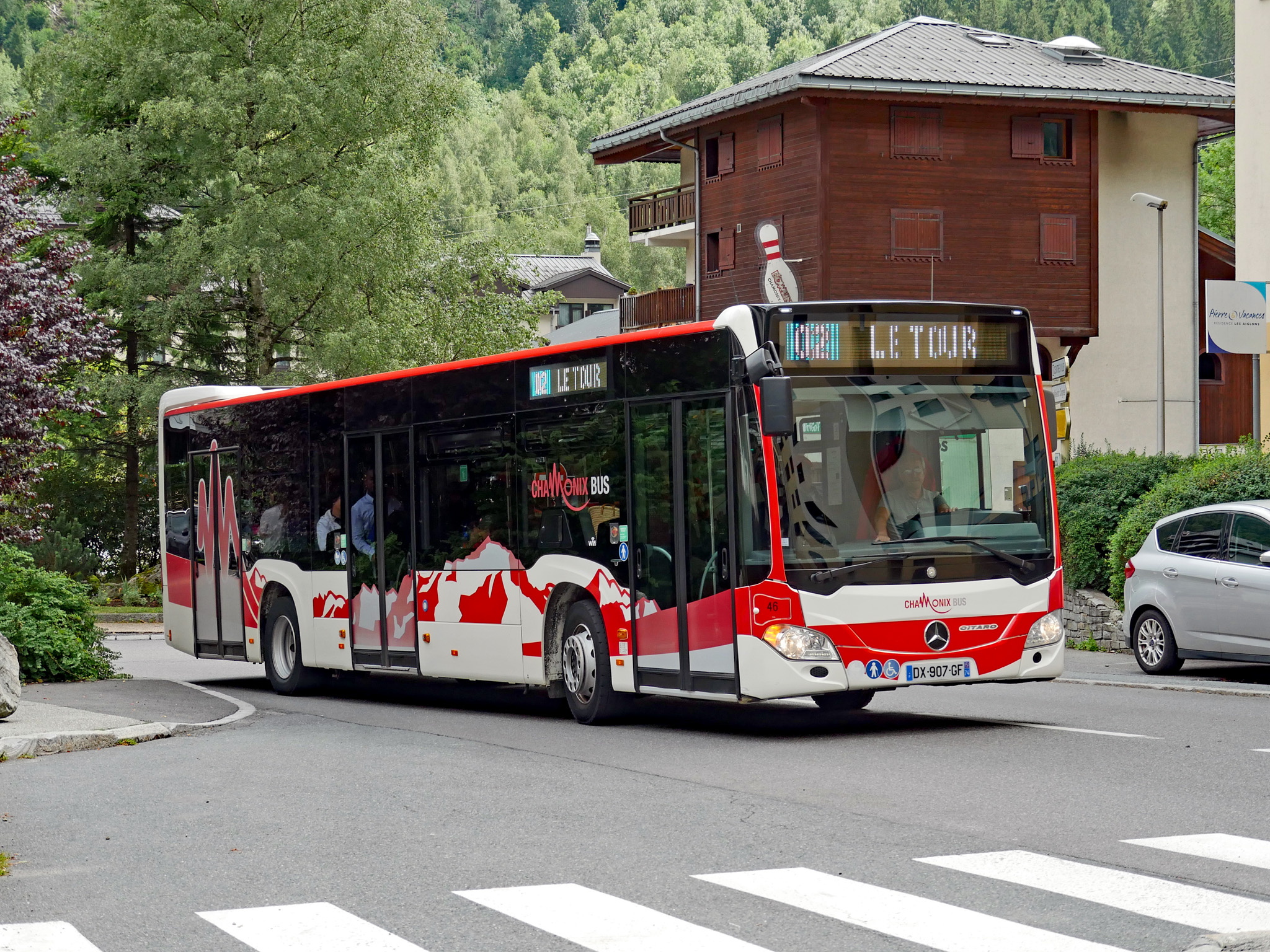
L’identité visuelle du réseau à partir de 2015.

En 2015, la communauté de communes attribue l'exploitation du réseau à la seule société Transdev Mont-Blanc Bus dans le cadre d'une délégation de service public d'une durée de sept ans. L'identité visuelle du réseau est entièrement revue et les premiers véhicules électriques (les minibus du « Mulet ») et hybrides sont mis en service sur le réseau,.

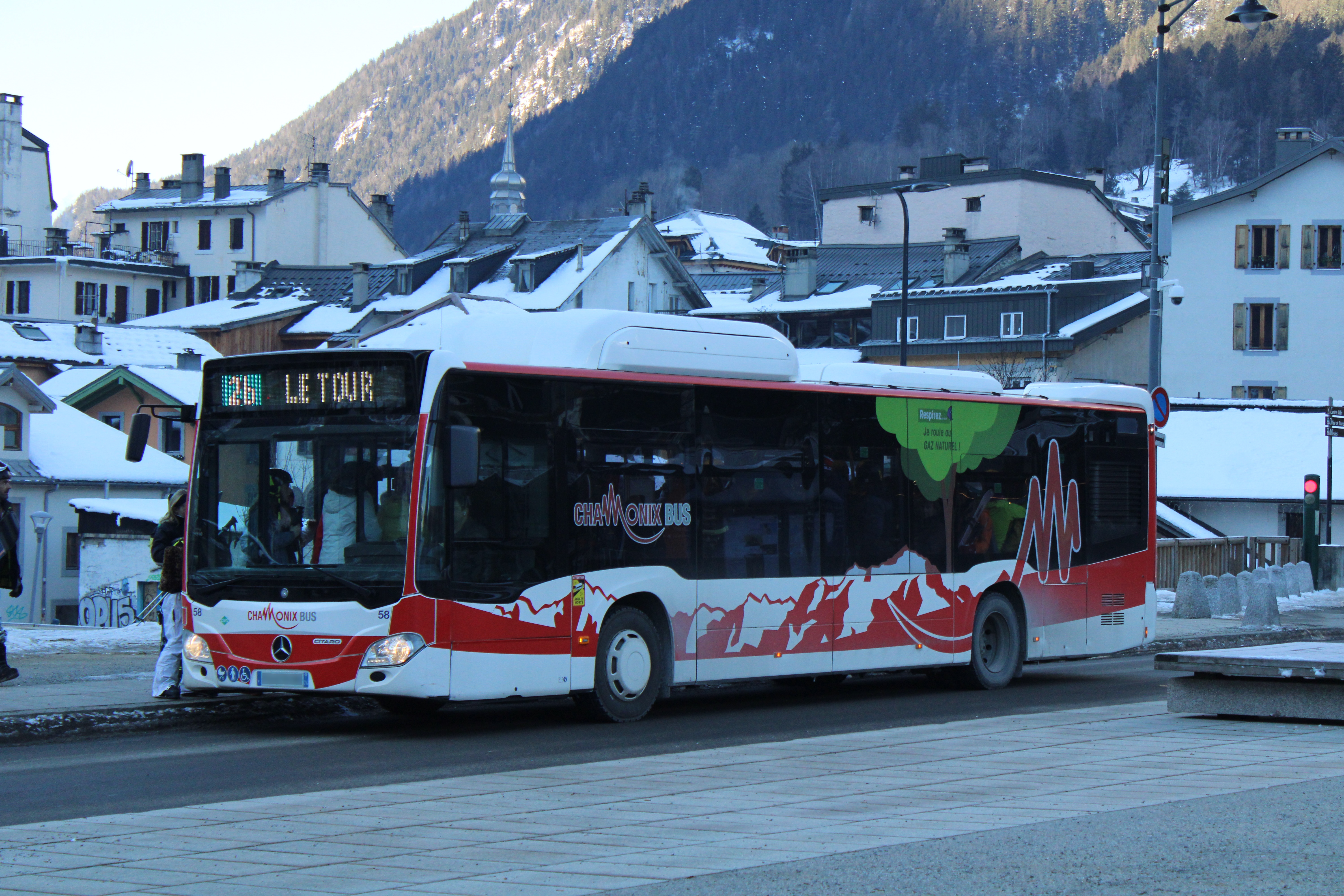
Le réseau met en exploitation deux Mercedes-Benz Citaro C2 NGT en 2020.

En janvier 2020, Mont-Blanc Bus reçoit ses deux premiers autobus au GNV, des Mercedes-Benz Citaro C2 NGT, toujours dans le but de réduire la pollution engendrée par le trafic routier dans la vallée de l'Arve. Cet achat fait suite à une campagne de tests menée durant l'année 2019, avec l'objectif d'ici à la fin de la DSP en cours, soit 2022, de disposer d'une quinzaine de ces véhicules ; le gaz utilisé pour les bus serait fourni par une unité de méthanisation implantée dans la vallée.
En avril 2022, la collectivité décida de prolonger la DSP actuelle du 8 mois, jusqu'au 1er avril 2023. Jugeant que les trois mois qui la séparent du 2 août sont trop courts pour lui permettre de réaliser une procédure de mise en concurrence conforme aux exigences du droit de la commande publique, la communauté de communes a d’ailleurs décidé de prolonger par avenant l’actuelle délégation de huit mois. Transdev assurera donc l’exploitation des transports publics de la vallée jusqu’au 1er  avril 2023.
La gratuité du réseau est également remis en cause par la collectivité, qui souhaite développer son réseau de transport.

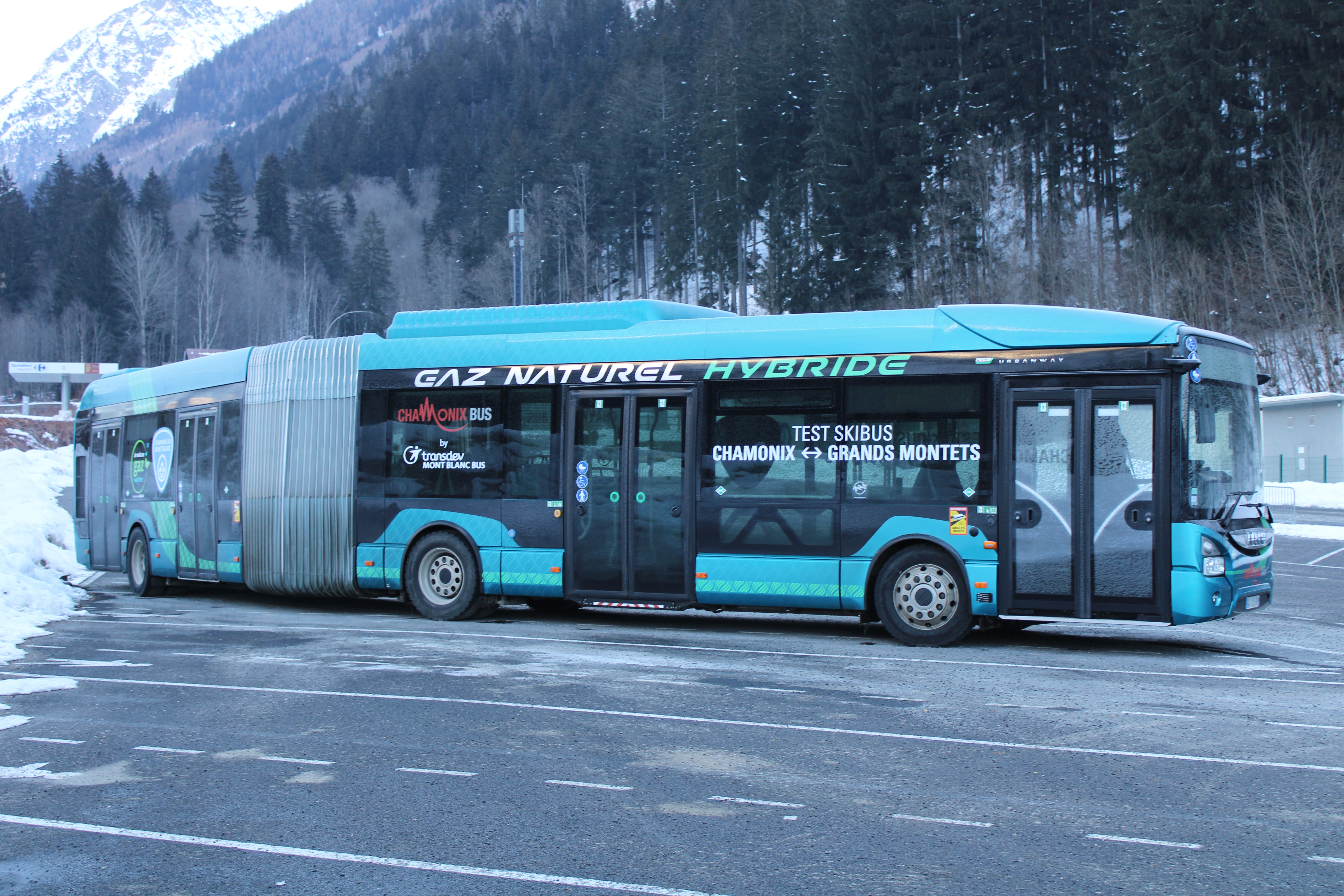
Un Iveco Urbanway 18 Hybrid GNV est testé l’hiver 2023.

Pour la première fois de son histoire, un autobus articulé GAZ Mild-hybrid Iveco Bus Urbanway 18 a circulé sans encombre en essai commercial durant 3 semaines sur les lignes 1 et 2B en février 2023. Le test s'est avéré positif et était porté par l'opérateur actuel, Mont Blanc Bus (Transdev) candidat à sa propre succession.
Le 13 mars 2023, la collectivité prend la décision de donner 6 mois supplémentaires à Mont Blanc Bus (Transdev), c'est-à-dire jusqu'en septembre 2023 pour la gestion de son réseau. Cette décision a été prise en raison du nombre de candidats et de la complexité des offres remises. Les candidats sont Alsa, RATP Dev en alliance avec Borini, et l'opérateur sortant, Transdev.

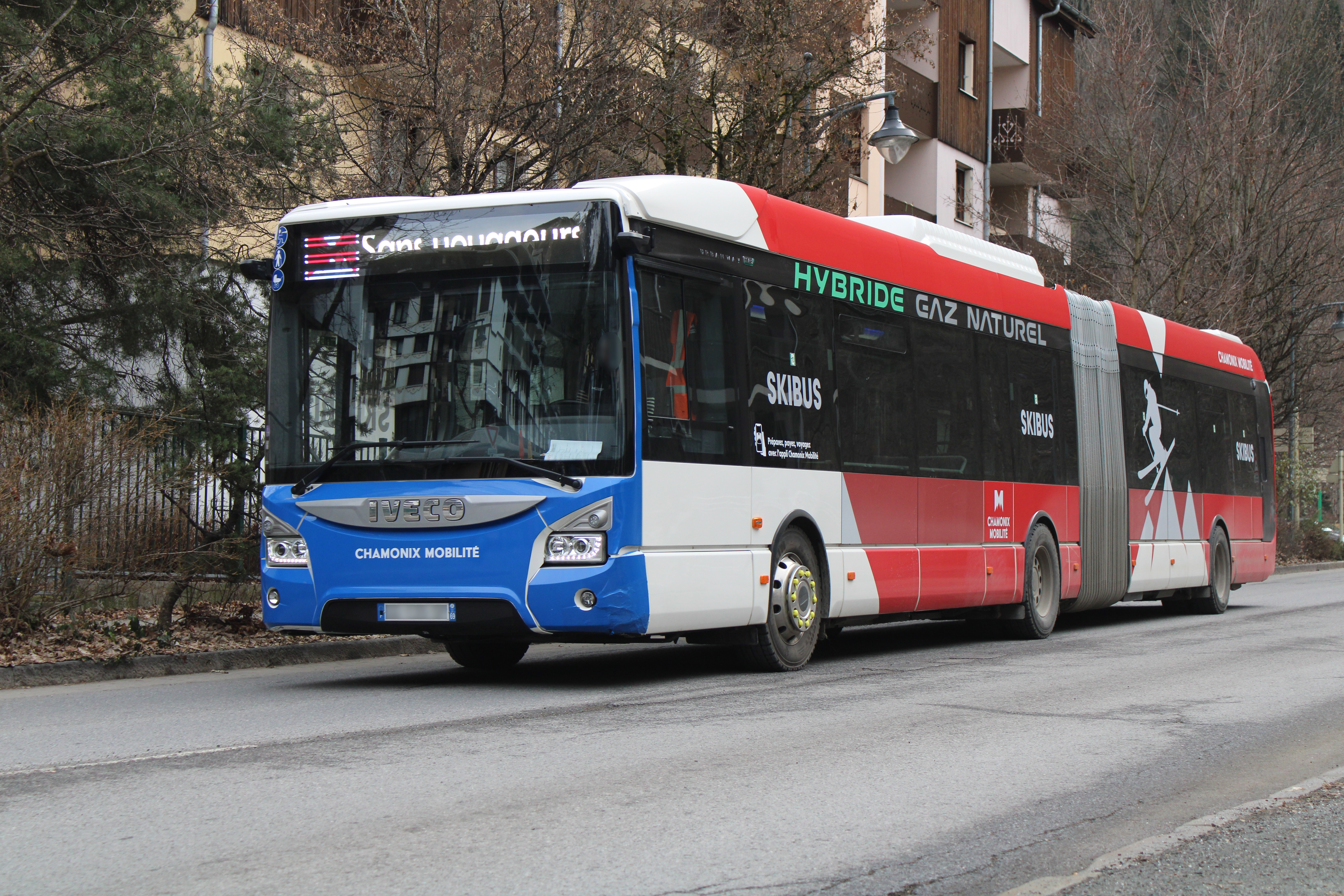
L’Iveco Urbanway 18 Hybrid GNV après son acquisition par le réseau.

Le 11 octobre 2023, le nouveau contrat débute avec le maintien du réseau actuel. Une restructuration complète du réseau est prévue dès le 4 décembre 2023. Cette restructuration prévoit notamment une différenciation entre le réseau annuel et les renforts skibus à destination des remontées mécaniques.
Lors de la présentation sur les réseaux sociaux de la nouvelle livrée, le réseau a annoncé son état de parc en mentionnant un bus articulé. Après avoir testé sur les lignes 1 et 2B en février 2023, cet essai s'est donc avéré positif, puisque l'achat d'un exemplaire a été rapidement acté. c'est la première fois que le réseau achète ce type de véhicule.

## Organisateurs du réseau

### L'autorité organisatrice
Depuis 2009, la communauté de communes de la Vallée de Chamonix-Mont-Blanc est l'autorité organisatrice de la mobilité. Ses principales missions sont :
- définir la politique des transports en commun de la vallée (offre, tarification...) ;
- déterminer les adaptations du réseau en fonction des besoins des habitants ;
- réaliser les investissements lourds (achats de bus, aménagements urbains...) nécessaires au bon fonctionnement du réseau.

### L'exploitant
Dans le cadre du contre de délégation de service public 2023-2029, le réseau est exploité par Transdev Chamonix, entreprise filiale du groupe Transdev, pour un montant total de 51.6 millions d'euros. Ses missions sont :
- mettre en œuvre la politique définie par la communauté de communes de la Vallée de Chamonix-Mont-Blanc ;
- assurer la bonne gestion et exploitation du réseau (recrutement de personnel, formation...) ;
- informer la clientèle des différents services qui lui sont proposés ;
- être force de proposition auprès de l'autorité organisatrice pour améliorer le service offert.

## Le réseau

### Territoire desservi
Le réseau dessert les quatre communes de la communauté de communes de la Vallée de Chamonix-Mont-Blanc :
- Chamonix-Mont-Blanc ;
- Les Houches ;
- Servoz ;
- Vallorcine

### Les lignes

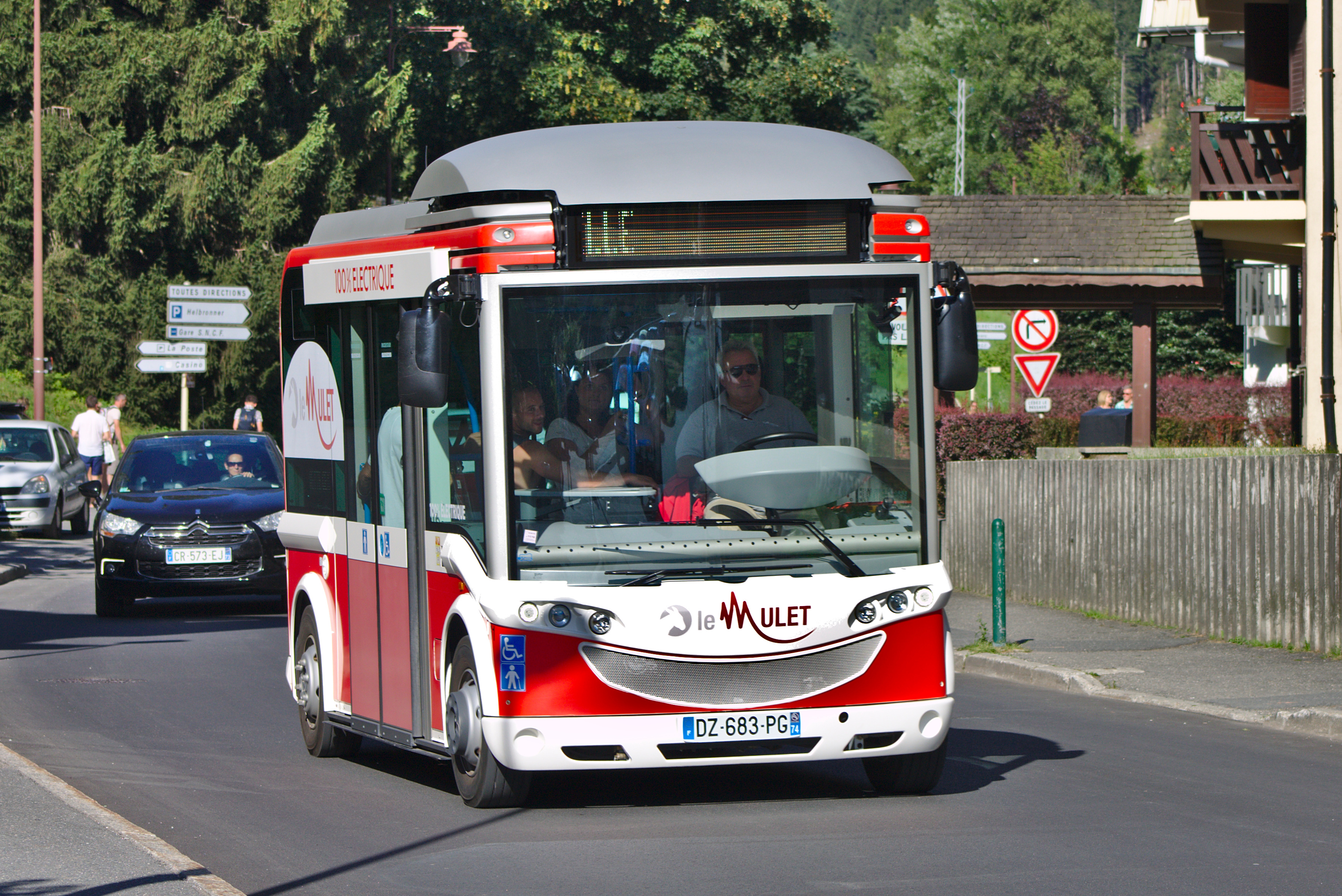
La ligne 4, plus connue sous son nom commercial « Le Mulet », sillonne le centre-ville de Chamonix.

Le réseau Chamonix Mobilité, est composé de :
- 3 lignes annuelles régulières urbaines
- 9 lignes hivernales Skibus pour se rendre aux pieds des pistes
- 3 lignes estivales dont 2 spécialement aménagées pour transporter les vélos : Vélobus
- 8 lignes Proxibus pour la desserte des hameaux
- 4 lignes nocturnes Chamo’nuit
- 1 navette électrique en centre-ville, le Mulet

### Transport à la demande
Le réseau propose le service Mobil'Bus, nommé Mulet des Hameaux jusqu'en 2015, aux personnes à mobilité réduite et aux personnes âgées de plus de 70 ans ne pouvant utiliser le réseau classique ou à n'importe qui habitant trop loin d'un arrêt de bus,.

### Interconnexion avec les autres réseaux
Chemin de fer
La vallée est desservie par la ligne à voie métrique reliant Saint-Gervais-les-Bains à Vallorcine et à la frontière suisse et la gare de Chamonix-Mont-Blanc est le point de départ du chemin de fer du Montenvers, ligne touristique permettant de monter à la Mer de Glace.
Cars Région Haute-Savoie
Plusieurs lignes du réseau interurbain Cars Région Haute-Savoie entrent en correspondance avec les lignes du réseau chamoniard. Il s'agit des lignes :
- Y81, qui relie la gare routière de Chamonix-Mont-Blanc à la gare de Cluses en passant par Saint-Gervais-les-Bains ;
- Y82, qui relie la gare routière de Chamonix-Mont-Blanc à Praz-sur-Arly en passant par Saint-Gervais-les-Bains.

### Service aux voyageurs
Vélos
En été, deux lignes saisonnières acceptent le transport des vélos (les lignes V1 et V2), en dehors de ces deux lignes équipées de véhicules adaptés, ils sont interdits à bord.

### Arrêts

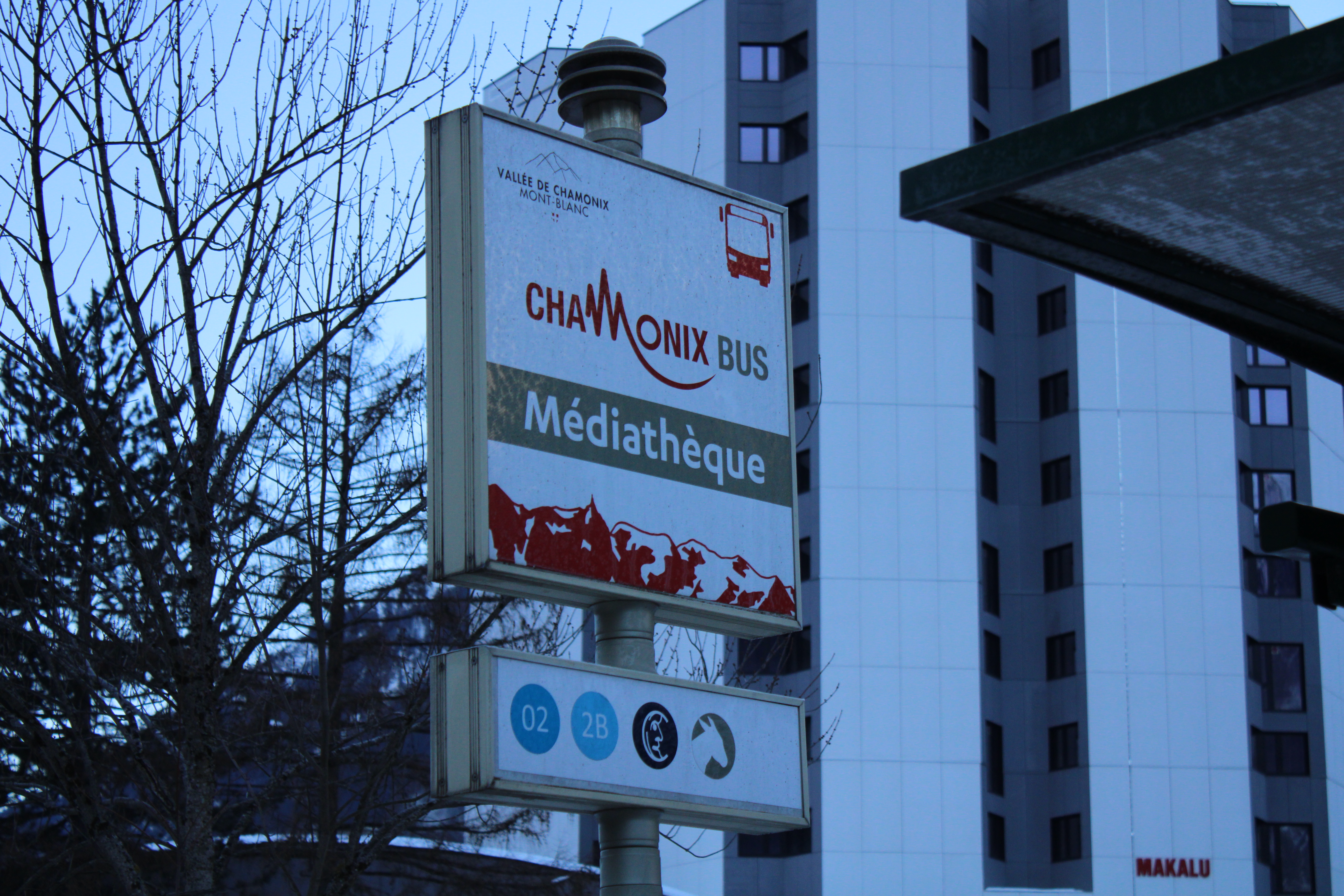
Tête de poteau, en 2023.

## Identité visuelle

### Livrée des véhicules
La livrée des véhicules a évolué plusieurs fois en plus de 30 ans d'existence.
La première livrée de 1971 est jaune avec des pare-chocs, une bande et le tour des vitres bleu foncé, le toit est blanc ; le logo Chamonix Bus est présent, tout comme le numéro parc écrit en très grande taille.
Une seconde livrée voit le jour au début des années 1990 : sur fond blanc on retrouve des bandes jaune et bleu horizontales à l'avant et obliques à l'arrière ; le logo et le numéro de parc sont toujours présent et écrits tout aussi gros.
Au cours des années 2000, une troisième livrée très différente est utilisée : fond blanc, « virgule » bleue, personnage stylisé et globe terrestre, accompagné du logo ; le numéro de parc n'est désormais plus écrit en grande taille mais en tout petit.
Une quatrième livrée voit le jour à la fin des années 2000, à base de blanc et de motifs à base de jaune et de différentes nuances de bleu ; le « Mulet » et le « Mulet des Hameaux » ont des décorations spécifiques.
L'année 2015 voit l'apparition d'une nouvelle livrée blanche et rouge, tranchant radicalement avec les précédentes, puisque cette nouvelle décoration est rouge et blanche (couleurs de la Savoie, mais aussi de l'exploitant) avec le Mont-Blanc dessiné sur les flancs ; la décoration est à nouveau harmonisé sur l'ensemble de la flotte. Elle fut retirée fin 2023, à la suite du renouvellement de la DSP pour la période 2023 - 2029.
Depuis le 11 octobre 2023, date du nouveau contrat par DSP, les bus équipés de la nouvelle livrée "Chamonix Mobilité" rouge et blanche ont commencés à circuler sur le réseau. La livrée mise en place en 2015 a fait ses adieux très rapidement, puisque l'ensemble de la flotte abordait déjà la nouvelle entité début novembre de la même année.

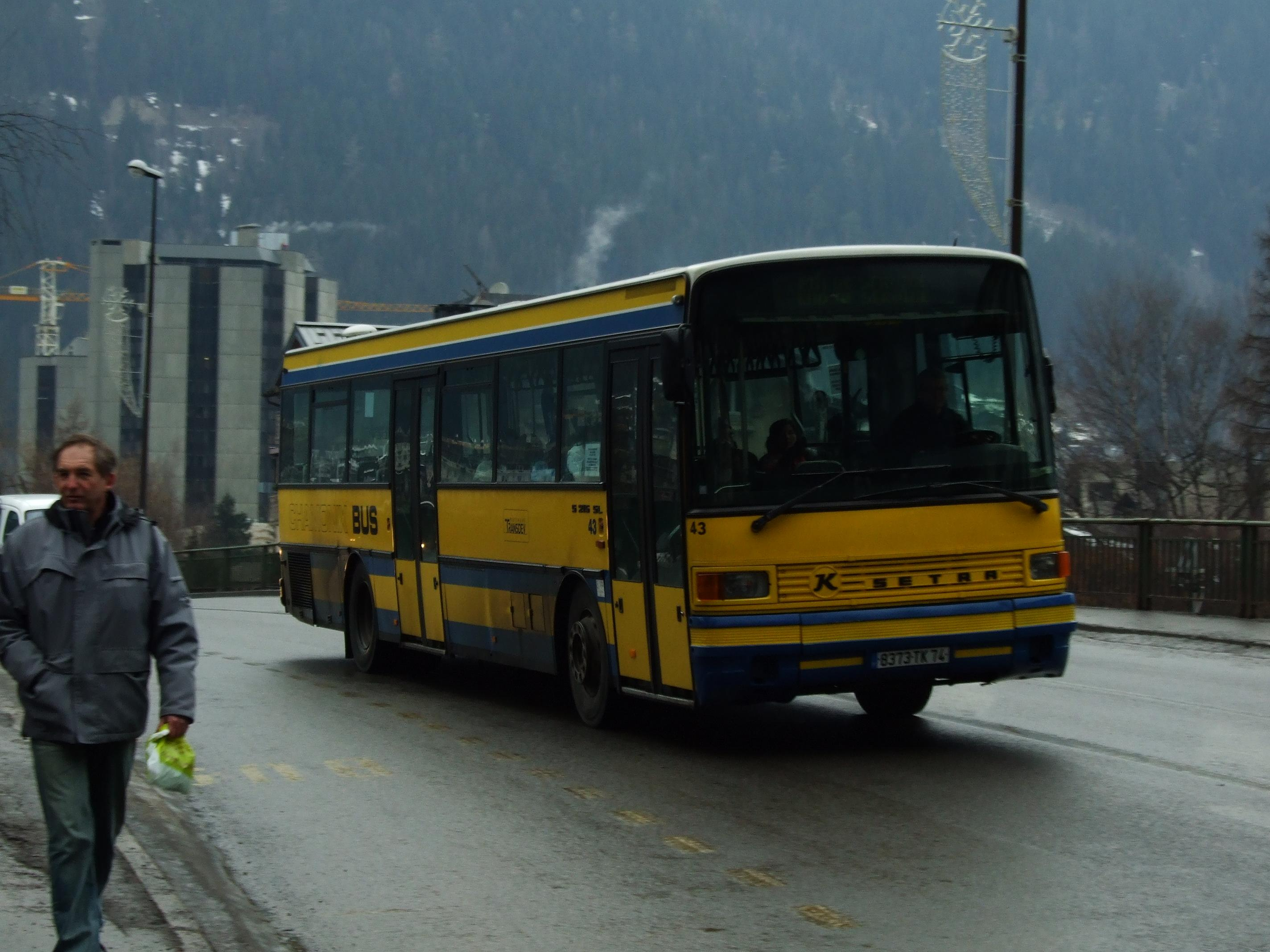
Livrée d'origine
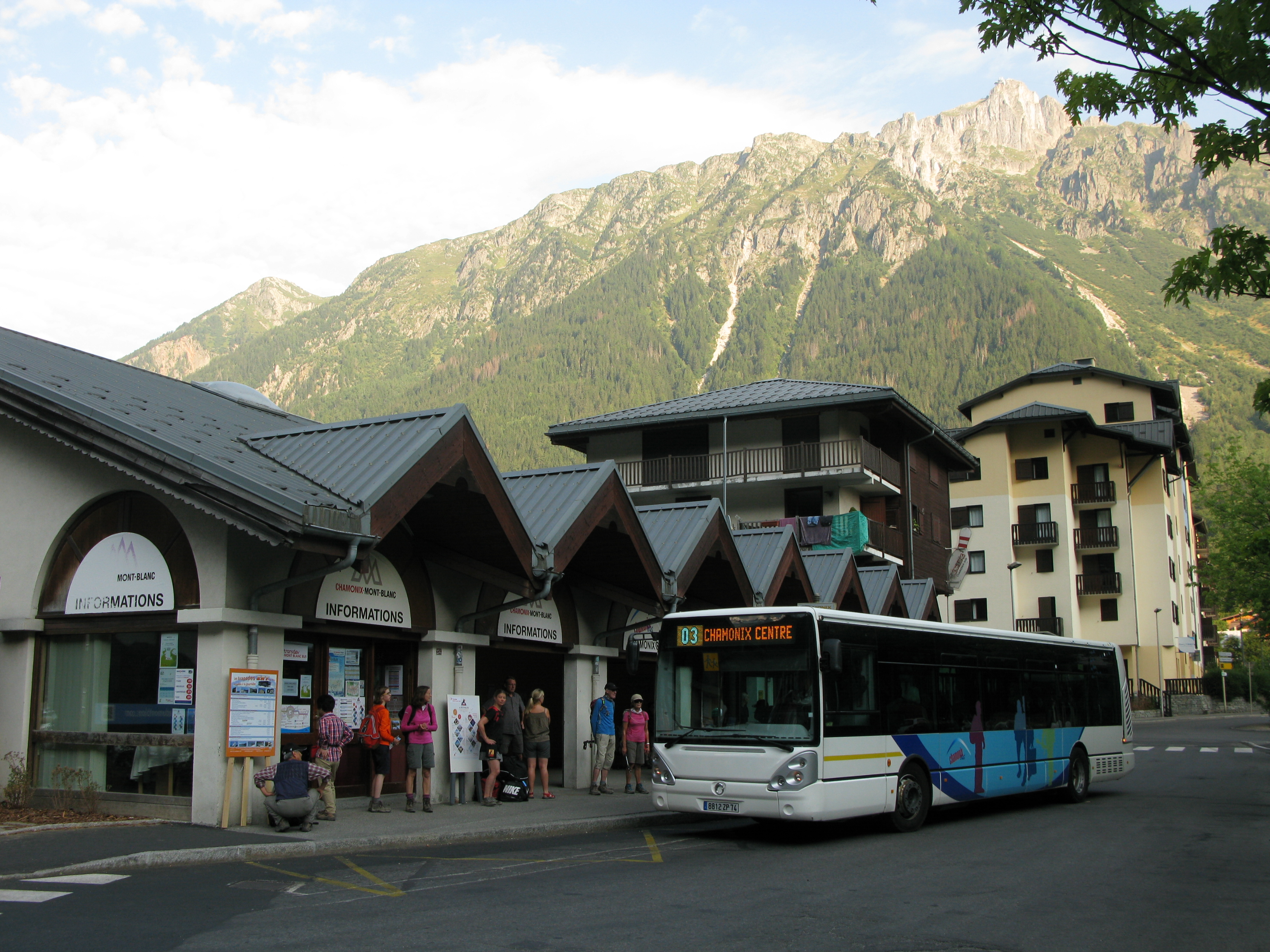
Livrée des années 2000
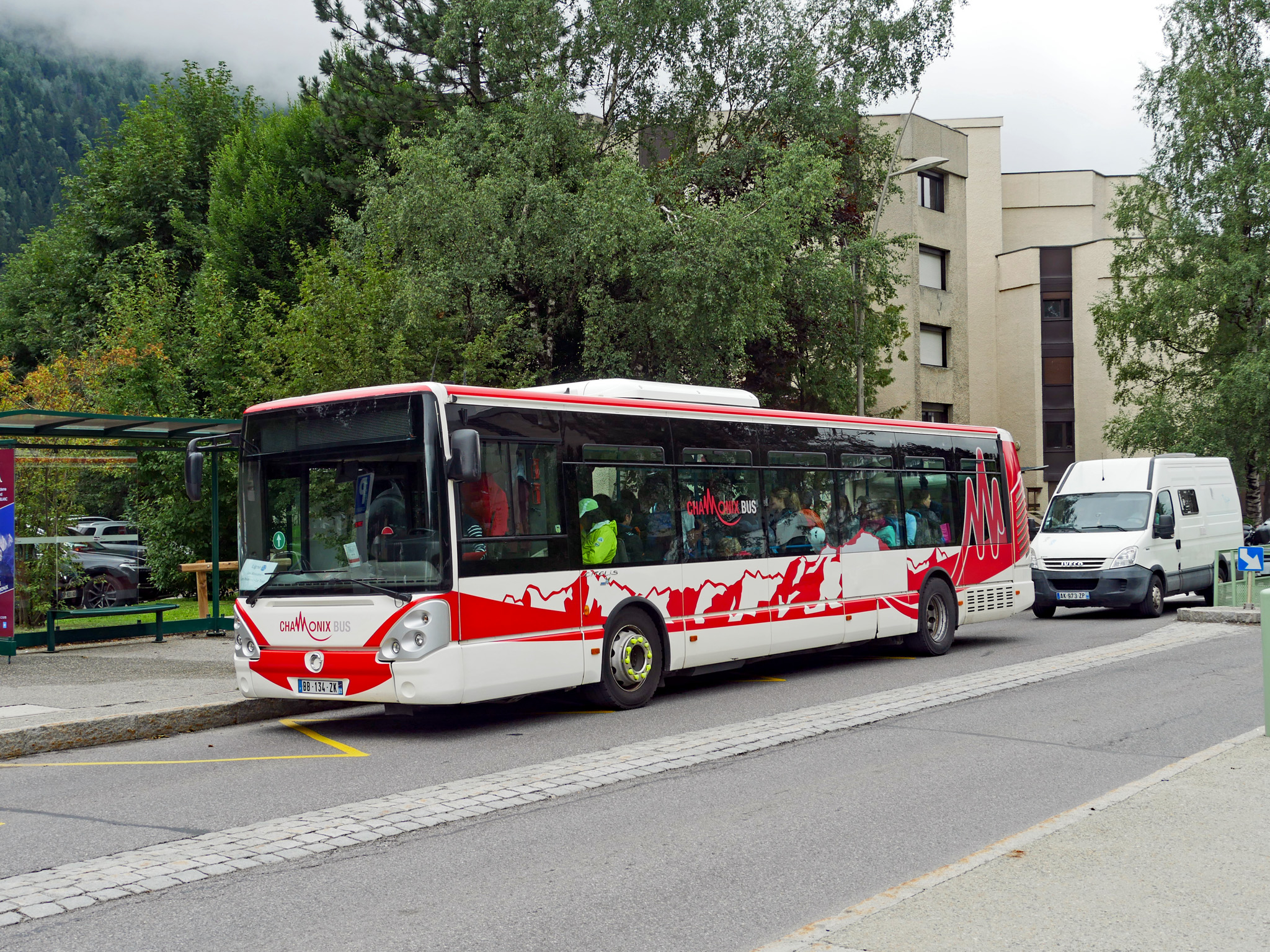
Livrée de 2015 à 2023.
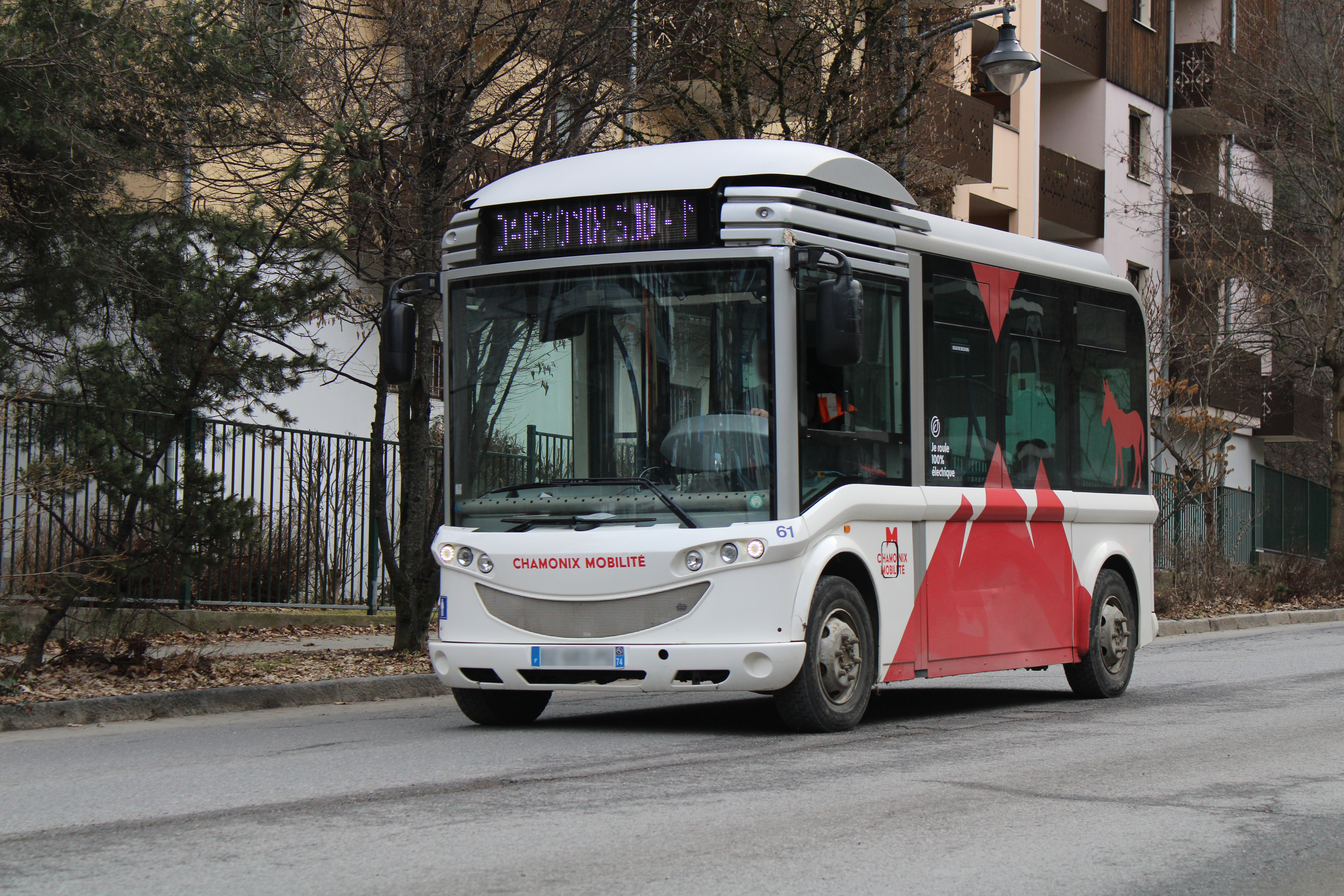
Livrée depuis 2023.

## Parc relais
Depuis 2008, le réseau compte un parc relais, le parking du Grépon. Il est situé le long de la route départementale 1506, non loin de la gare routière Chamonix Sud et de la gare de départ du téléphérique de l'Aiguille du Midi et est desservi par la navette « Le Mulet » ; sa capacité varie de 350 places en hiver à 690 places en été.

## Exploitation

### État de parc
Le parc nécessaire à l'exploitation du réseau varie de 17 à 38 véhicules selon la période de l'année. Depuis février 2016, il compte deux minibus électriques Bolloré Bluebus utilisés sur la navette « Le Mulet », ainsi que des bus hybrides et d'ici 2020 des autobus standards électriques, l'autorité organisatrice ayant décidé de s'équiper d'autobus peu polluants et va radier les véhicules ne répondant pas au minimum aux normes Euro 4. Cette volonté d'achat de véhicules dit « propres » s'inscrit dans les mesures de lutte contre la forte pollution atmosphérique qui règne dans la vallée de l'Arve. Entre 2015 et 2016 ce sont 14 bus standards aux normes Euro 6 dont six hybrides qui ont été mis en service (Mercedes-Benz Citaro et MAN Lion's City, rejoignant les Irisbus Citelis 12 qui ont été conservés). En décembre 2019 puis en juin 2020 acquisition de 4 Mercedes-Benz Citaro NGT roulant au gaz naturel.

### Dépôt
Le dépôt de Chamonix Bus est le même depuis 1963 et la régie des transports interurbains, celui des anciens abattoirs municipaux. Le site est agrandi en 1987 (remisage des véhicules) et rénové en 1993 (bureaux), puis modernisé en 2009 par la démolition des bâtiments hérités des abattoirs et la construction d'un nouvel atelier, équipé d'un tunnel de lavage, pleinement opérationnel depuis 2010.

### Accidents
Le 18 février 2010, un Irisbus Citelis 12 circulant sur la ligne 2 du réseau glisse sur la chaussée en redescendant du village du Tour. Il heurte et détruit les barrières de protection d’un pont et atterrit dans l’Arve, qui coule en contrebas. Au moment de l’accident, trois personnes sont à bord du véhicule. Elles sont indemnes ou légèrement blessées.

### Personnel d'exploitation
En 2015, le réseau était exploité à l'aide de 29 conducteurs à l'année, dont 15 % de femmes, trois régulateurs, huit mécaniciens et carrossiers et neuf personnes aux services administratifs. En été, dix conducteurs supplémentaires sont nécessaires, ce nombre monte à 40 en hiver.

### Information aux voyageurs
L'ensemble des bus sont équipés depuis 2004 d'un système d'aide à l'exploitation et à l'information voyageurs (SAEIV).

### Tarification et financement

#### Tickets
Le réseau Chamonix Bus applique le principe dit de « libre circulation », autrement dit de gratuité hors ligne Chamo'nuit et bus spéciaux y compris pour Mobil'bus, pour les détenteurs d'une carte d'hôte, de la carte « Via'Cham » délivrées notamment aux élèves scolarisés dans la vallée et aux détenteurs d'un forfait de remontées mécaniques de la compagnie du Mont-Blanc et de la Société des remontées mécaniques les Houches - Saint-Gervais (LHSG).
Dans les autres cas, l'achat d'un ticket journée à 3 € ou d'un ticket à 2 € pour emprunter la ligne « Chamo'nuit » est nécessaire. Aucun ticket unitaire n'existe sur ce réseau et le seul abonnement existant concerne le Mobil'bus et coûte 10 € pour une année ou pour la saison hivernale.

#### Points de vente
L'achat des titres de transport s'effectue à la gare routière de Chamonix Sud.

## Impact socio-économique

### Trafic
Le nombre de voyages annuels progresse de façon régulière :
- 1978 : 365 000 ;
- 1986 : 466 000 ;
- 1993 : 655 000 ;
- 2000 : 866 000 ;
- 2003 : + de 1 million ;
- 2007 : 1,26 million ;
- 2015 : 2,1 millions.

La fréquentation journalière est très dépendante de la saison : en hiver, le réseau peut transporter en moyenne 13 800 passagers, avec un pic à 25 000 ; sur une année, la moyenne tombe à 7 500.

#### Ouvrages
- Le Mag Chamonix Bus, Mont Blanc Bus, septembre 2015 (lire en ligne). La référence est notée « A » dans le texte.

1. 1 2  « Le Mag Chamonix Bus », sur cc-valleedechamonixmontblanc.fr, Mont-Blanc Bus, septembre 2015 (consulté le 31 août 2018).

#### Site de la Communauté de communes de la vallée de Chamonix-Mont-Blanc
Les références notées « CC » dans le texte proviennent du site de la Communauté de communes de la vallée de Chamonix-Mont-Blanc (www.cc-valleedechamonixmontblanc.fr).
1. 1 2 3 4 5 6 7 8 9 10 11 12 13 14 15 16 17 18 19 20 21 22 23 24 25 26 27 28 29 30 31  Communauté de communes de la Vallée de Chamonix-Mont-Blanc, « Chamonixbus exposition histoire » [PDF], sur cc-valleedechamonixmontblanc.fr, Communauté de communes de la Vallée de Chamonix-Mont-Blanc, 2015 (consulté le 31 août 2018).

#### Site du Dauphiné libéré
Les références notées « DL » dans le texte proviennent du site officiel du Dauphiné libéré (www.ledauphine.com).

#### Site officiel de Chamonix Bus
Les références notées « Off » dans le texte proviennent du site officiel de Chamonix Bus (www.montblancbus.transdev.com/reseau/chamonix-bus).
1. ↑  « Réseau », sur montblancbus.transdev.com, Mont Blanc Bus (consulté le 6 décembre 2022).
2. 1 2  « Mobil'bus », sur montblancbus.transdev.com (consulté le 6 décembre 2022).
3. 1 2  « Titres de transport », sur montblancbus.transdev.com (consulté le 6 décembre 2022).